# Прожура
Прожура (итал. Progiorra или Prosùra) је насељено место у саставу општине Мљет, на острву Мљету, Дубровачко-неретванска жупанија, Република Хрватска.

## Географски положај
Налази се на северној страни острва Мљета. Прожура се налази у копну, а Прожурска Лука је изграђена као рибарска лука на обали Мљетског канала. Насеље је смештена је у удолини, потпуно скривено, иза северног рубног брега, а под врховима Мужање и Спас.

## Историја
До територијалне реорганизације у Хрватској налазила се у саставу старе општине Дубровник.
Прожура је настала доласком словенског становништва на Мљет у исто време кад и у Врхмљеће и Бабино Поље. Први писани документ о самом месту долази из 1345. године. Била је то исправа што ју је написао један од опата из самостана Света Марија на Великом језеру. Насеље се помиње под називом Прогсури.
Поп Лука, мљетски канчелир, тестаментом је оставио, 30. новембра 1447. године, свој посед на Мљету, укљућујући и цркву Св. Тројице у Прожури, локрумским бенедиктинцима, који су на тај начин опет дошли до поседа на Мљету. Око те црквице и око самостана никло је насеље, које је, архитектонски гледано, до данас остало, скоро сасвим, очувано.
Усред насеља је изграђена велика четвероугаона кула, која је за време гусарских напада, служила као сигурно уточиште локалном становништву. У време напада и тоталног разарања Окукља, нападнута је била и Прожура.
За потребе риболова, чувања рибарског алата и поправка својих галија и чамаца, становништво се Прожуре спустило на море и, градећи мале магазине, створили су темеље будућег насеља, Прожурске Луке (Порта).
Прожура је од свог оснивања па до данас константно насељена, док је Прожурска Лука, једнако као и Окукље, стално насељена тек од 1981. године.

## Становништво
На попису становништва 2011. године, Прожура је имала 40 становника.
| Број становника по пописима | Број становника по пописима | Број становника по пописима | Број становника по пописима | Број становника по пописима | Број становника по пописима | Број становника по пописима | Број становника по пописима | Број становника по пописима | Број становника по пописима | Број становника по пописима | Број становника по пописима | Број становника по пописима | Број становника по пописима | Број становника по пописима | Број становника по пописима |
| --------------------------- | --------------------------- | --------------------------- | --------------------------- | --------------------------- | --------------------------- | --------------------------- | --------------------------- | --------------------------- | --------------------------- | --------------------------- | --------------------------- | --------------------------- | --------------------------- | --------------------------- | --------------------------- |
| 1857                        | 1869                        | 1880                        | 1890                        | 1900                        | 1910                        | 1921                        | 1931                        | 1948                        | 1953                        | 1961                        | 1971                        | 1981                        | 1991                        | 2001                        | 2011                        |
| 155                         | 153                         | 180                         | 181                         | 170                         | 184                         | 179                         | 192                         | 217                         | 208                         | 182                         | 149                         | 121                         | 78                          | 53                          | 40                          |

Напомена: У 1981. смањено издвајањем дела насеља у ново насеље Прожурска Лука, за које и садржи податке до 1971.
Прожура је једно од првих насеља на острву. Становништво се већ годинама смањује, што због одласка становника с острва, али и због силаска становника у Прожурску Луку.

### Попис1991.
На попису становништва 1991. године, насељено место Прожура је имало 78 становника, следећег националног састава:
| Попис 1991.‍ | Попис 1991.‍ | Попис 1991.‍ | Попис 1991.‍ | Попис 1991.‍ |
| ----------- | ----------- | ----------- | ----------- | ----------- |
|             |             |             |             |             |
| Хрвати      | Хрвати      |             | 78          | 100%        |
| укупно: 78  |             |             |             |             |

## Привреда
Становници Прожуре и Прожурске Луке су се раније бавили пољопривредом, рибарством (због непосредне близине Прожурске блатине, становници су се раније бавили и изловом јегуља) и извозом својх добара у Дубровник. У другој половини 20. века постојала је директна бродска веза с Дубровником, али је због нерентабилности укинута. Данас ова два насеља своју привреду темеље на рибарству, угоститељству и туризму.

## Галерија
- Кула
- Црква светог Мартина
- Црква свете Тројице
- Црква светог Рока
- Плоча у помен на Мата Грацића